# Physalis philippensis
Physalis philippensis là loài thực vật có hoa trong họ Cà. Loài này được Fernald miêu tả khoa học đầu tiên năm 1900.